# André Humm
André Humm, né le 21 novembre 1929 à Strasbourg et mort le 27 février 1988, est un enseignant et historien français, spécialiste de l'Alsace.
Agrégé d'histoire en 1965, il est nommé professeur d'histoire-géographie au lycée Kléber de Strasbourg, où il enseigne jusqu'à sa mort.

## Publications
- De la Bruche à la Sarre, des Vosges à la forêt de Haguenau : Villages disparus d'Alsace, Société d'histoire et d'archéologie de Saverne et environs, 1962
- Villages et hameaux disparus en Basse-Alsace : contribution à l'histoire de l'habitat rural (XIIe-XVIIIe siècles), Librairie Istra, Strasbourg, 1971 (notes de lecture de Jean-Marie Pesez )
- Le Haut-Koenigsbourg, Dernières nouvelles d'Alsace, Strasbourg, 1980 (rééd. ultérieures)